# ديفيد برادلي
ديفيد برادلي (بالإنجليزية: David Bradley)‏ (16 يناير 1958 في المملكة المتحدة - ) هو لاعب كرة قدم بريطاني في مركز الدفاع. لعب مع مانشستر يونايتد ونادي بوري ونادي دونكاستر روفرز ونورثويتش فيكتوريا ونادي ويمبلدون.